# Мон Сен Мишел
Мон Сен Мишел (фр. Le Mont-Saint-Michel) је стеновито острво у каналу Ламанш на ушћу реке Кеснон, око километар удаљено од обале Нормандије. Налази се у близини града Авранш и границе Бретање у департману Доња Нормандија. Острво је чувено по свом бенедиктинском манастиру, који доминира овим острвом површине 55.000 m². Ова утврђена опатија је један од најбољих примера француске средњовековне архитектуре. Мон Сен Мишел је и село на острву основано 708 године.
До острва се раније могло стићи копном само у периоду осека. Крајем 19. века острво је повезано са обалом уређењем природне превлаке и изградњом пута. Изградњом бране повећана је акумулација песка у заливу и он је постао плићи. Од јуна 2006. траје реализација пројекта изградње хидрауличке бране која би повећала ниво воде око острва за 70 центиметара. Пројекат би требало да буде окончан до 2012.
Острво се налази отприлике један километар (пола наутичке миље) од северозападне обале земље, на ушћу реке Куенон у близини Авранша и има површину од 7 ha (17 acres). Копнени део комуне има површину од 393 ha (971 acres), тако да укупна површина комуне износи 400 ha (990 acres). Према подацима из 2019. године, на острву је живело 29 становника.
Положај комуне – на острву удаљеном само неколико стотина метара од копна – чинио ју је доступном у време осеке за многе ходочаснике у њеној опатији, али одбрањивом јер би надолазећа плима насукала, отерала или удавила потенцијалне нападаче. Острво је остало неосвојено током Стогодишњег рата; мали гарнизон одбранио је пун напад Енглеза 1433. године. Луј XI је препознао супротне предности његове природне одбране и претворио га у затвор. Опатија је редовно коришћена као затвор током Старог поретка.
У манастиру данас живе и раде још десетак бенедиктинских монаха. Мон Сен Мишел је постала велика туристичка атракција. Годишње га посети 3,5 милиона туриста. Острво и залив су од 1979. на листи светске баштине УНЕСКО-а.

## Географија

### Формација
Сада стеновито плимско острво, Мон је у праисторијским временима био део копнену површину. Како је ниво мора растао, ерозија је преобликовала обалски пејзаж, а неколико изданака гранита се појавило у заливу, који је боље одолео хабању океана од околних стена. То укључује Лилемер, Монт Дол, Томбелајн (острво непосредно на северу) и Мон Томб, касније назван Монт Сајнт-Мишел.
Мон Сен-Мишел се састоји од леукогранита који се учврстио од подземне интрузије растопљене магме пре око 525 милиона година, током камбријског периода, као један од млађих делова Манчелијанског гранитног батолита. (Ране студије Мон Сен-Мишела од стране француских геолога понекад описују леукогранит Монта као „гранулит“, али ово гранитно значење гранулита је сада застарело.)

### Плимско острво
Веза између Мон Сен-Мишела и копна мењала се током векова. Раније повезан плимним насипом који је био откривен само у време осеке, овај је 1879. претворен у издигнути насип, спречавајући плиму да запљускује муљ око планине. Обалске равнице су такође полдеризоване да би се створили пашњаци, смањујући растојање између обале и острва, а река Куенон је канализована, смањујући дисперзију тока воде. Сви ови фактори су подстакли засипање залива.
Француски премијер и регионалне власти су 16. јуна 2006. најавиле пројекат вредан 200 милиона евра (Projet Mont-Saint-Michel) за изградњу хидрауличне бране користећи воде Куенона и плиме и осеке како би се отклонио нагомилани муљ, и да Мон Сен-Мишел поново буде острво. Изградња бране је почела 2009. године. Пројекат такође укључује уклањање насипа и паркинга за посетиоце. Од 28. априла 2012, нови паркинг на копну налази се 2,5 km (1 1⁄2 mi) од острва. Посетиоци могу ходати или користити шатлове да пређу насип.
Дана 22. јула 2014. године, нови мост архитекте Дитмара Фајхтингера отворен је за јавност. Лагани мост омогућава води да слободно тече око острва и побољшава ефикасност бране која је сада оперативна. Пројекат, који је коштао 209 милиона евра, званично је отворио председник Франсоа Оланд.
У ретким приликама, плимне околности производе изузетно високу „суперплиму“. Нови мост је 21. марта 2015. године био потпуно потопљен при највишем нивоу мора, што се дешавало једном у 18 година, док су се масе окупиле да фотографишу.

## Историја
До изградње прве цркве у 8. веку, острво је имало име Мон Томб (Mont-Tombe). Острво је носило ово име јер је подсећало изгледом на узвишење гробне хумке. По легенди је 708. аранђел Михаило наредио бискупу Авранша да овде сагради цркву. Када бискуп није на то пристао, аранђео му је врелим прстом направио рупу у лобањи (бискупова лобања се данас чува у цркви у Авраншу, мада наука тврди да је ова лобања пореклом из неолита).
Године 965/966. једна група бенедиктинаца је овде основала манастир. У наредним вековима краљеви и војводе су финансирали изградњу манастира. Централна грађевина је грађена од 1017. до 1520. Главна црква је настала у периоду 1023-1084.
У 12. веку манастир је дошао под власт француских краљева. Краљ Филип Август је у 13. веку саградио део опатије у готичком стилу. Манастирске грађевине су страдале у Стогодишњем рату када их је бомбардовала енглеска артиљерија. Хор цркве је постављен 1520. у позноготичком стилу.
Опадањем значаја цркве у доба Француске револуције, опатија је напуштена 1790, а монаси су се вратили тек 1969. У међувремену, острво је служило и као затвор са ироничним именом Мон Либр („Слободно брдо“). Острво је проглашено француским националним спомеником 1874, после чега је почео период рестаурације и конзервације манастирских грађевина који траје до данас. До 1879. је саграђена брана која повезује острво са копном.

## Популација
| 1956–1962 | 1962–1968 | 1968–1975 | 1975–1982 | 1982–1990 | 1990–1999 |
| --------- | --------- | --------- | --------- | --------- | --------- |
| xx        | 13        | 16        | 8         | 6         | 4         |

| 1956–1962 | 1962–1968 | 1968–1975 | 1975–1982 | 1982–1990 | 1990–1999 |
| --------- | --------- | --------- | --------- | --------- | --------- |
| xx        | 6         | 6         | 4         | 5         | 3         |

## Јерусалимска монашка братства
Од 24. јуна 2001. године, након апела који им је 2000. године упутио бискуп Жак Фихеј, бискуп Кутанса и Авранша,, заједница монаха и монахиња Монашких братстава Јерусалима, упућена из матичне куће Сен Жерве у Паризу, живе као заједница на Мон Сент-Мишелу. Они су заменили су бенедиктинце који су се вратили на Гору 1966. Они су закупци Центра за националне споменике и нису укључени у управљање опатијом.

## Економија
Мон-Сен-Мишел је дуго „припадао” појединим породицама које су делиле послове у граду и наслеђивале сеоску управу. Туризам је готово једини извор прихода комуне. Туризам овом малом острву доноси око 63 милиона долара. Има око 50 продавница за 3 милиона туриста. Само око 25 људи спава сваке ноћи на планини (укључујући монахе), осим оних у хотелима.

## Градови побратими
- Хацукајчи, Хирошима, Јапан, где се налази светиште Иcукушима, још једно место светске баштине Унеска.[17][18][19]

Историјски гледано, Мон ен-Мишел је био нормански пандан брду Светог Михаела у Корнволу, у Великој Британији, које је Едвард Исповедник дао бенедиктинцима, верском реду Мон-Сен-Мишела, у 11. веку. Ова два врха деле исте карактеристике острва плиме и осеке и сличан конусни облик, иако је Монт-Сен-Мишел много виши.

## Савремено ходочашће
Током средњег века, ходочасници су ходали из Италије, Немачке и Енглеске, као и из других делова Француске. Такви поклоници су били познати као Микелоти. Савремени ходочасници могу да прате исте руте. Направљено је десет пешачких стаза које омогућавају ходочасницима из различитих европских земаља да се врате путем којим су њихови преци можда прошли током средњовековног ходочашћа.

## У популарној култури
Мон-Сен-Мишел је послужио као уметничка инспирација за бројна дела. Део радње у трилеру Хелен Мекинс Задатак у Бретањи одвија се на Монту, укључујући драматичну ноћну потеру по песку. У филму Питера Џексона из 2003. Господар прстенова: Повратак краља, главни град Гондора, Минас Тирит, направљен је по узору на Мон Сен-Мишел. Исто тако, град и замак у Дизнијевом хиту Танглед засновани су на Мон-Сен-Мишелу, као и дизајн локације Dark Souls Нев Лондо Руинса.